# Skala
Skala è un importante centro turistico dell'ex-comune di Elios Pronni che occupa la parte sud orientale dell'isola di Cefalonia. Il centro è a 37 chilometri da Argostoli.

## Economia

### Turismo
Il turismo si è sviluppato in maniera impetuosa dall'ultimo decennio del XX secolo, grazie soprattutto all'apertura di una strada litoranea da Skala a Poros, scalo dei traghetti provenienti da Killini (Peloponneso). Vi sono stati aperti numerosi alberghi di categoria superiore con una capacità ricettiva di circa 1600 posti letto nel solo litorale di Skala. La tradizionale economia rurale ne è stata nettamente stravolta. Sussiste ancora la pastorizia nell'entroterra del comune.
Skala era già apprezzata dagli antichi Romani, come dimostra il ritrovamento di una villa con bei mosaici nei dintorni.

## Storia
La zona era abitata fin da epoca preistorica, come dimostrano vari reperti archeologici provenienti da alcune grotte in località Sakko e Munda. A due chilometri di distanza da Skala, sulla strada per Poros, si trova la piccola chiesa di San Giorgio, interessante perché fu costruita con materiale ricavato da un tempio antecedente del VII secolo a.C., dedicato ad Apollo, le cui fondamenta sono  ancora visibili.
Skala fu completamente distrutta dal terribile terremoto del 1953. 
Gli abitanti rinunziarono a ricostruire il villaggio e si trasferirono sul litorale; le rovine del vecchio abitato sono oggi ancora visibili.

## Fauna
Ogni estate sul litorale in località di Munda le tartarughe marine depongono le loro uova.